# مسجد نصرت جهان
مسجد نصرت جهان هو مسجد أحمدي بني على مشارف كوبنهاغن في هفيدوفر.
مسجد نصرت جهان هو أول مسجد تم بناؤه في الدنمارك في 1967. تم تمويل هذا المسجد فقط من الإناث من أعضاء الجماعة الإسلامية الأحمدية في الدنمارك. سعة المسجد 120 شخصًا.
تم تسمية المسجد على اسم نصرت جهان بيغوم، الزوجة الثانية لـغلام أحمد القادياني، المسيح الموعود والمهدي.